# Icône Fiodorovskaïa de la Mère de Dieu
L'icône Fiodorovskaïa de la Mère de Dieu ou icône de Théodore de la Mère de Dieu ou Vierge de Kostroma (en russe : Фео́доровская ико́на ́́́ Бо́жией Ма́тери) est honorée par les orthodoxes comme icône miraculeuse de la Vierge Marie . Elle est conservée dans la ville de Kostroma, dans la cathédrale de l'Épiphanie-Anastasie (Bogoiavlenski sobor),. La légende attribue sa création à saint Luc l'évangéliste. Son iconographie est similaire à celle de Notre-Dame de Vladimir. Elle est aussi révérée comme l'une des icônes de la maison Romanov liée à l'élection en 1613 du fondateur de la dynastie Michel Romanov qui vécut sa jeunesse à Kostroma, relégué avec sa mère au Monastère Ipatiev.  

## Origine de l'icône

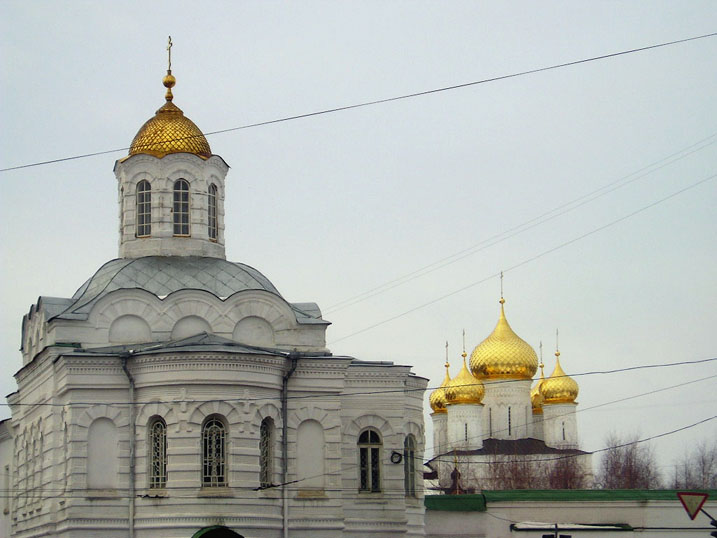
Bogoiavlenski sobor à Kostroma (Épiphanie) ou se trouve l'icône aujourd'hui

### Histoire de l'icône auXIIesiècleetXIIIesiècle
Rien de significatif n'est connu concernant l'origine de l'apparition de cette icône en Russie. Les premières mentions légendaires, qui font état d'une image d'apparence similaire, datent du XIIe siècle. Elle se trouvait dans une chapelle en bois dans la ville de Gorodets. Au début du XIIIe siècle  à l'emplacement de la chapelle est construit un monastère du nom de l'icône de la Vierge Marie, qui devient son principal sanctuaire. Par la suite on l'appela monastère Féodorovski de la Mère de Dieu. En 1238 Batu, le petit-fils de Gengis-Khan prend la vile de Gorodets et le monastère qui sont incendiés.
Les historiens contemporains considèrent qu'il n'y a pas de preuves directes de l'existence d'un monastère au XIIe siècle . Il n'existe pas de preuve non plus que ce monastère n'existât pas. Mais il faut remarquer que l'endroit où se trouvait l'icône a été entièrement pillé, détruit et incendié. Les contemporains de ces évènements désastreux considéraient que l'icône avait disparu. Mais quelques années plus tard, elle réapparut .

### Opinion des chercheurs
Les chercheurs présentent trois versions différentes de ses origines:
- l'icône aurait été peinte en 1164 à la demande d'André Ier Bogolioubski pour le monastère Féodorovski de la ville de Gorodets[5];
- L'icône aurait été réalisée à la demande d'Iaroslav II de Vladimir, en 1239, comme cadeau de mariage pour son fils Alexandre Nevski[6]. Ce dernier se marie avec Parascève, la fille de Britachislav, prince de Polotsk[7]. Quant à son nom « Fiodorskaïa» il proviendrait du fait que Théodore le Stratilate était le patron protecteur des princes de Iaroslavl[8],[9];
- L'icône aurait été réalisée sur commande de Iaroslavl II de Vladimir, mais entre 1218 et 1220, à l'occasion de la naissance de son fils Fiodor Iaroslavitch en 1216 [8].

### Mikhaïl Fiodorovitch
Après la mort de Vassili Ier de Vladimir en 1276, l'icône perd sa popularité et tombe dans l'oubli. C'est l'élection du premier Tsar de la dynastie des Romanov, originaire de Kostroma, qui en fait l'une des plus vénérées au XVIIe siècle. 
Quand le jeune Tsar élu part pour sa capitale à Moscou, il emporte avec lui une copie de l'icône de Kostroma qu'il expose au Kremlin de Moscou.
En 1618, il envoie à Kostroma des ornements précieux pour l'icône originale et demande qu'elle soit restaurée en enlevant son vernis et en la protégeant avec une riza précieuse. La popularité croissante de l'icône entraine la création de nombreuses copies. À partir du XVIIe siècle, ces dernières sont entourées de kleimos qui représentent l'histoire de l'icône

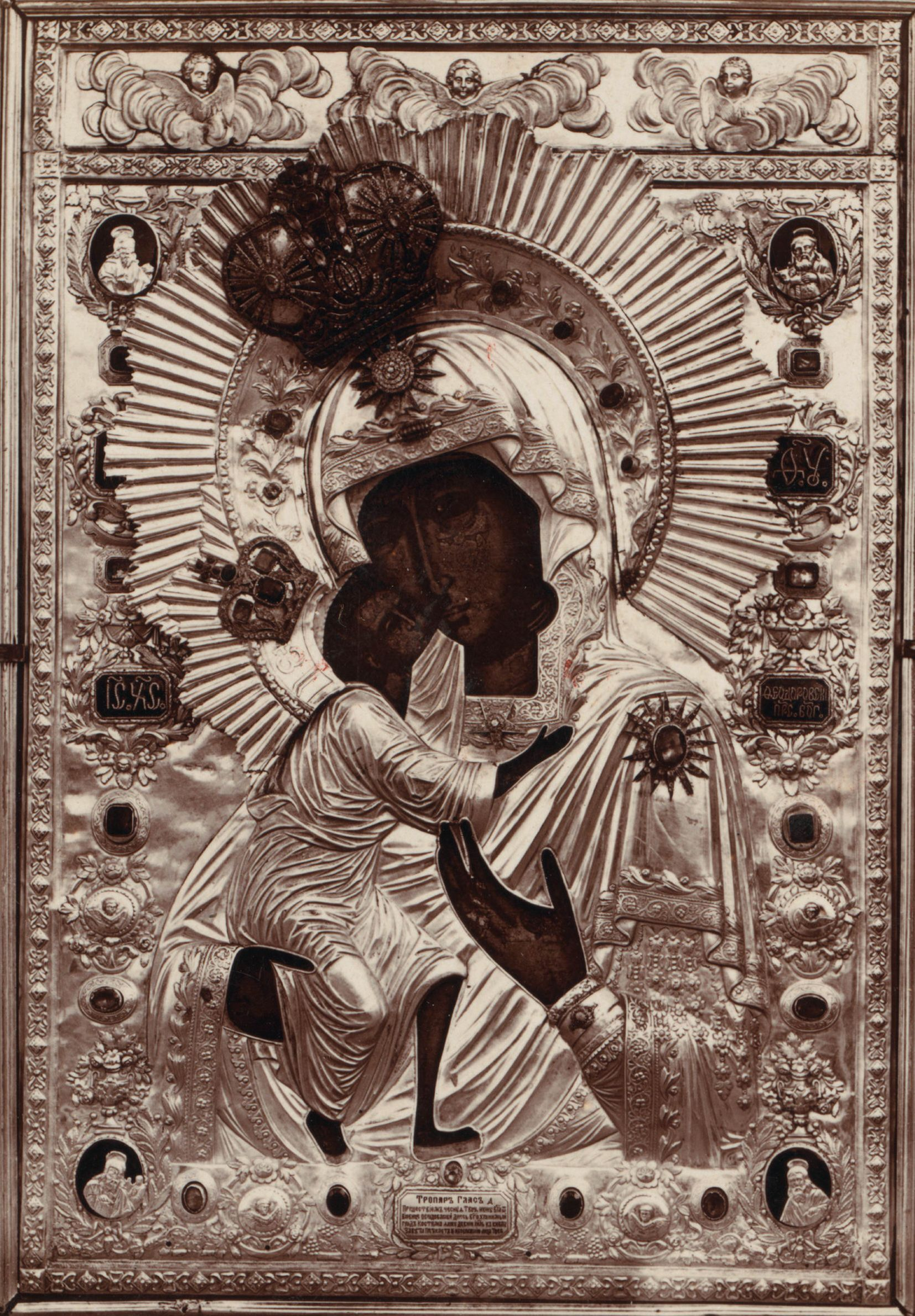
L'icône avec son oklad décorative .Photo de 1910 de Prokoudine-Gorski

### XXesiècle
Après la Révolution d'Octobre 1917, l'icône n'est pas attribuée à un musée mais reste exposée dans l'église de Kostroma. En 1919 on procède au nettoyage de la couche de peinture sous la direction d'Igor Grabar et d'une équipe de chercheurs du Commissariat du Peuple à l'éducation. En 1922, l'icône quitte l'église de Kostroma pour une nouvelle restauration. En 1929, l'icône est envoyée à Moscou au Centre Igor Grabar de restauration scientifique et artistique de Russie. Durant cette dernière restauration les restaurateurs ont découvert qu'une partie importante de l'icône datant du XIIIe siècle avait disparu dans leur version d'origine. 
- « Les pertes de la face avant de l'icône de Fiodorskaïa sont telles, qu'il ne subsiste plus que de petits fragments dispersés du visage. C'est d'autant plus désolant que l'autre côté, celui de sainte Parascève martyre est dans un état de conservation satisfaisant et permet de confirmer l'époque de sa composition au deuxième quart du XIIIe sièclesecond Alexandre Anisimov [11].
- « Malheureusement, la tête de la Vierge et l'enfant, comme aussi la tête reproduite au verso pour l'icône de sainte Parascève se sont vu apposer un nouveau gesso à la fin du XVIIIe siècle» (Igor Grabar)[11].

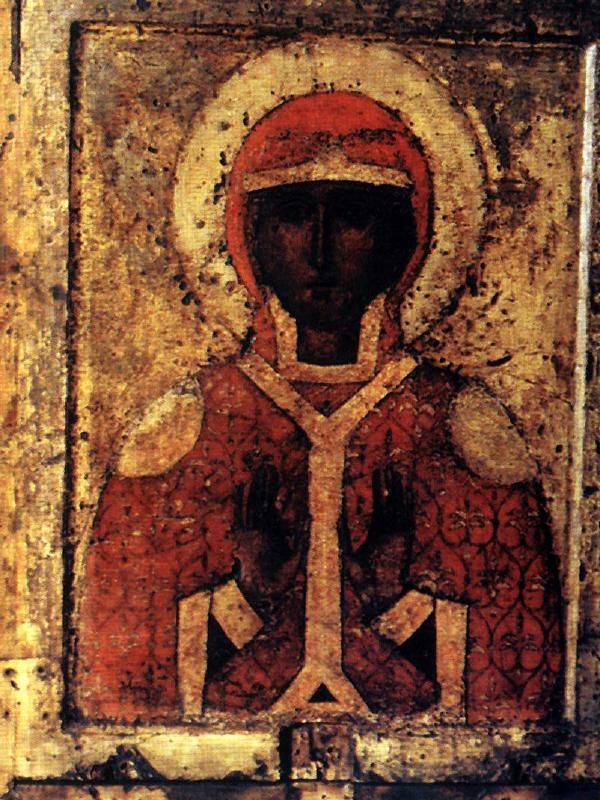
Sainte Parascève, vénérée comme patronne des mariages et réalisée au verso de l'icône Fiodorovskaïa

## Iconographie
La Vierge Fiodorovskaïa
Cette icône de Kostroma appartient à l'Iconographie orthodoxe de la Mère de Dieu et est de type Éléousa (tendresse). Son aspect général est proche de l'icône de Notre-Dame de Vladimir. Certains chercheurs en déduisent qu'il s'agit d'une copie de cette dernière.
. Une des différences à remarquer est que le genou gauche de l'enfant Jésus est nu alors que sur l'icône de Vladimir les deux genoux sont couverts. La main gauche de l'enfant contourne le cou de sa mère, sous sa cape, et son visage touche sa joue dans un geste de tendresse. 
L'état de conservation actuel est médiocre et elle a été maintes fois restaurée. Les visages de la Vierge et de l'enfant Jésus sont fort altérées. Le fond argenté de l'icône et les nimbes blancs sont typiques des icônes de la période pré-mongole. Elle rappelle aussi l'Orante d'Iaroslavl, surtout par le traitement aux larges hachures d'or des plis des vêtements. 
Sainte Parascève martyre

Sur le dos de l'icône figure une représentation de sainte Parascève martyre . Cette sainte est représentée dans des vêtements rouges, relevés par des ornements dorés, qu'Igor Grabar décrit comme « réalisés dans des tissus à motifs souzdalo-byzantins séculaires ». Ce type d'ornement ressemble en effet aux motifs des façades de la Cathédrale Saint-Georges, Iouriev-Polski, avec des palmettes inscrites dans une feuille stylisée. 

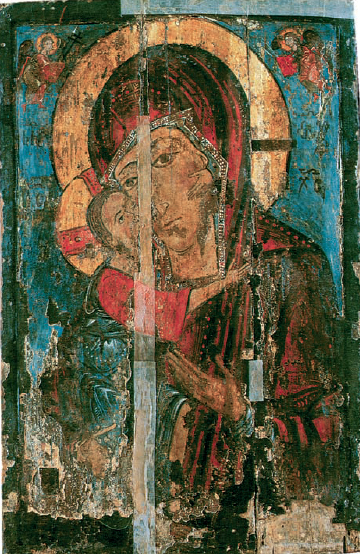
Ancienne icône qui est une variation de celle de Fiodorovskaïa au monastère de Kachine (XIII s)

Ses vêtements princiers sont typiques dans leur ornementation de la peinture des XIIe siècle et XIIIe siècle avec des épaulettes somptueuses de couleur blanche aux ronds en or . 

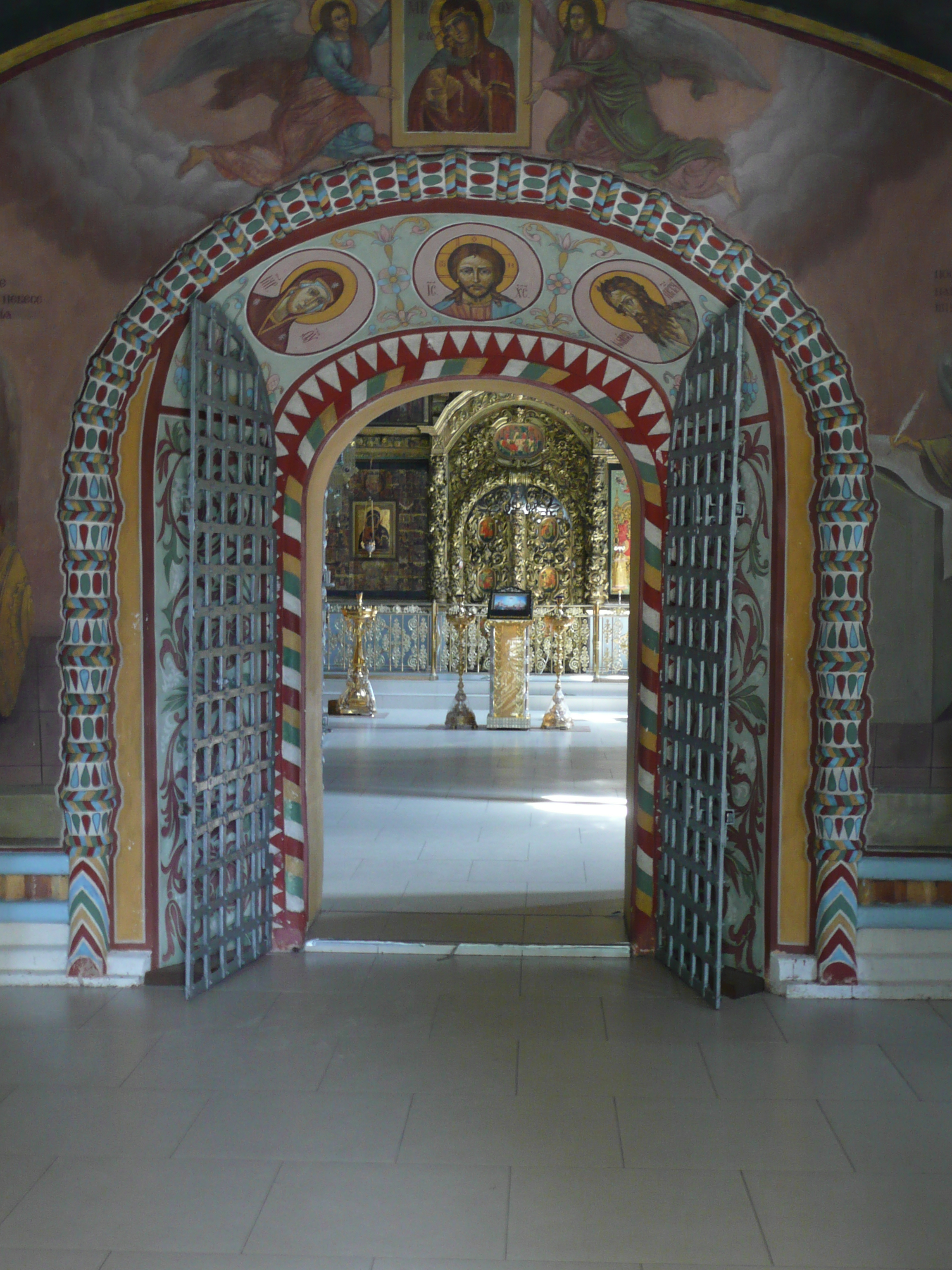
Cathédrale de Fiodorovski à Iaroslavl

C'est, pour cette icône, un trait différent de celui de sainte martyre qui est choisi par le peintre : celui de protectrice du mariage des jeunes-filles. L'absence de croix confirme ce choix. Cela confirme également l'origine de l'icône comme don pour le mariage d'Alexandre Nevski. Par ailleurs, le culte de cette sainte est répandu plutôt à Veliki Novgorod le fief d'Alexandre qu'à Souzdal-Vladimir (dont Kostroma subit l'influence croissante au XIIIe siècle).   

## Édifices dédiés à l'icône
- Cathédrale Féodorovsky à Tsarskoïe Selo.
- La cathédrale Fiodorovski de Saint-Pétersbourg construite pour le 300e anniversaire des Romanov
- Église Saint-Théodore de Iaroslavl qui date de 1680.
- Chapelle construite en l'honneur de l'icône de Kostroma à la Mission Saint-Alexandre de Jérusalem par la Société impériale orthodoxe de Palestine à Jérusalem. Consacrée en 2008[18].
- La cathédrale Fiodorovski au monastère de Fiodorovski de Gorodets